# 이영은 (1982년)
이영은(李令恩, 1982년 8월 9일~)은 대한민국의 배우, 모델이다. 2002년에 의류 브랜드 스톰 (STORM) 모델로 데뷔하였으며, 2003년에 MBC의 예능 프로그램인 《강호동의 천생연분》을 통해 연예계 활동을 시작하였고, 《요조숙녀》, 《논스톱 4》, 《풀하우스》, 《홍콩 익스프레스》 등의 드라마에서 조연으로 출연하였다. 2007년에 미니시리즈 《쩐의 전쟁》에 주인공 박신양의 여동생 역으로 출연하여 SBS 연기대상 뉴스타상을 받았고, 2019년에 일일연속극 《여름아 부탁해》에서 왕금희 역으로 KBS 연기대상 일일극부문 여자 우수연기상을 수상하였다.

## 어린 시절
이영은은 1982년 대구 동구 신암동에서 태어났다. 어릴 때도 서울로 이주했으며, 세륜초등학교와 오륜중학교를 거쳐 계원예술고등학교의 연극영화과로 진학했다. 계원예고 1학년 때 친구가 참여한 의류브랜드 '스톰'의 제4기 모델 선발 대회에 응원차 동행했다가 모델로 뽑혔으며, 당시 같이 선발된 동기 모델로는 김흥수와 강현수가 있었다. 이 시기에 교내 연극반에서 활동하여 《가스펠》등 교내 연극에 출연했다. 2001년에 계원예술고등학교를 졸업하고 동덕여자대학교로 진학하여 방송연예학을 전공하였다.

## 경력

### 2002~2005
2003년에 연예기획사인 SW 밸리 엔터테인먼트에 입사하였고 그 해 4월부터 7월까지 출연한 MBC의 예능 프로그램인 《강호동의 천생연분》을 통해 연예계 활동을 시작하였다. 초반에는 별다른 인기를 얻지 못하였다가 유민, 세븐 등의 연예인과 함께 대중적 인지도를 높였다. 이후 김희선과 고수가 주연을 맡은 SBS 미니시리즈 《요조숙녀》에서 게임회사 PS2 제품개발부 직원이자 "여성적 매력은 없는 중석적인 단역"인 차주미 역으로 출연하여 연기자로 데뷔하였다. 같은 해에 SBS 단막극 《오픈드라마 남과 여》의 139번째 에피소드에서 술집 여자 인희 역으로 출연했다. 이듬 해인 2004년에 MBC의 시트콤인 《논스톱 4》에 동명의 여대생 역으로 109회부터 출연하여 주목을 받았으며, 이 해에 영화 김하늘, 강동원이 주연을 맡은 배형준 감독의 로맨틱 코미디 영화 《그녀를 믿지 마세요》에 강동원이 연기한 최희철의 막내 여동생인 최수미 역으로 출연하여 첫 영화 출연을 이뤘다. 또 이 해에 MBC의 《타임머신》, SBS의 《X맨》 등의 텔레비전 예능 프로그램에 출연하였다.
《논스톱 4》 출연 중에 SOL의 노래 "Destiny"의 뮤직비디오에 출연했고, 정지훈과 송혜교가 주연을 맡은 KBS의 텔레비전 드라마 《풀하우스》에 극 중 송혜교의 친구이자 철없는 푼수 캐릭터인 양희진 역으로 출연하였다. 《풀하우스》의 성공 후인 2005년에는 조재현, 송윤아 주연의 SBS 미니시리즈 《홍콩 익스프레스》에서 극중 조재현이 어릴 적에 고아원에 살던 시절 때부터 알고 지내온 홍콩 뒷골목의 허름한 오리구이 음식점에서 일하는 조봉숙을 연기했다. 또 MBC의 단막극인 《베스트극장》168화 "달콤한 악녀가 나에게 왔다"에 부친의 부도로 인해 소매치기를 하거나 계획적으로 남자에게 접근해 하룻밤을 보내고 이를 빌미로 돈을 갈취하는 "꽃뱀"인 조영지 역으로 출연했으며, 《논스톱 4》의 후속작인 《논스톱 5》 111회 에피소드인 "너의 목소리가 들려"에 이승기의 첫사랑 역으로 카메오 출연하였다.

### 2006~2007
2006년에는 자신의 첫 주연작인 KBS2 아침연속극 《걱정하지마》에 김성령, 윤다훈, 김지완과 함께 주연으로 출연하였다. 이영은은 이 작품에서 김성령의 딸로 재수생이자 윤다훈이 연기한 어머니의 초등학교 동창생인 외과 의사와 연인이 되는 조은새 역으로 출연했다. 2007년 2월에는 한국의 고전 소설 《심청전》과 판소리 《심청가》로 잘 알려진 효녀 심청을 다룬 KBS2의 1부작 시대극 드라마《심청의 귀환》에 주인공인 심청 역으로 출연하였다. 아버지 심봉사는 임현식이 연기하였다. 그 해 5월에는 대한민국의 만화가 박인권이 그린 동명의 만화를 원작으로 하는 SBS의 16부작 드라마 《쩐의 전쟁》에 주인공이자 사채업자인 박신양이 연기한 금나라의 여동생 금은지를 연기하였다. 이영은은 이 드라마로 SBS 연기대상 미니시리즈 부문 뉴스타상을 받았다.
이후에는 김지석, 한지혜, 조동혁, 유인영, 이상윤과 함께 KBS 일일연속극 《미우나 고우나》에서 조동혁이 연기한 나선재의 옛 애인이자 이상윤이 연기한 서우진과 새로운 사랑을 키워나가는 동물병원 수의사인 황지영을 연기했다. 그 해 9월에는 추적 특집으로 편성된 SBS의 특집 드라마 《맛있는 이야기》의 두번째 에피소드인 '원 테이블 레스토랑' 편에 음식점 서빙 담당 서빈 역으로 출연해 상대 역인 문식을 연기한 원기준을 도와 손님들의 사연을 받아 음식으로 만드는 연기를 하였다. 또 이 시기에 자신의 두번째 영화인 라희찬이 감독을 맡고, 정재영, 손병호가 주연을 맡은 은행 강도를 소재로 한 코미디 영화 《바르게 살자》에 인질로 잡힌 은행 여직원 전다혜 역으로 출연하였다. 이 영화는 누적 관객 수 219만 250명으로 흥행에 성공하였다. 《바르게 살자》 촬영 후에는 영화진흥위원회의 제작 지원을 받은 김은주 감독의 저예산 영화 《여름, 속삭임》에 최종원이 연기한 교수의 제자 영조 역을 맡아 하석진과 연기 호흡을 맞췄다. 또 이 해에 김동률의 노래 "감사"와 손성아의 노래 "사랑했었는데"의 뮤직비디오에 출연하였다.

### 2008~2011
2008년에는 KBS2의 공포 시대극 드라마인 《전설의 고향》"오구도령" 편에 배경이 되는 마을 촌장의 딸 채옥과 극중에 이미 상한 양반집 자제인 여림 등 두가지 역할을 맡았다. 이영은은 드라마 이 드라마 촬영 때 수장되어 죽은 물귀신들에게 끌려 들어가 깊은 강물에 빠지는 장면 촬영을 위해 수심 5m 수영장에 납을 달고 들어가 천천히 밑으로 가라앉는 일을 했다. 이후 최지우, 유지태, 이기우, 차예련이 출연한 SBS 미니시리즈 《스타의 연인》에 여대생으로 카메오 출연하였고, 그 해 5월부터 10월까지 희극인 유세윤과 함께 MBC의 예능 프로그램 《행복주식회사》의 진행자를 맡았다. 이 해에 성제의 노래 "사랑은 되는 거라며"의 뮤직비디오에 출연했다. 2009년에는 최성국과 함께 황승재 감독의 코미디 영화 《구세주2》에 여주인공이자 최성국이 연기한 택시 기사 임정환의 상대역인 이은지 역을 맡았다. 이 영화는 누적 관객 수 117,000명에 그치며 흥행에 실패했다. 같은 해에 《미우나 고우나》에 함께 출연한 김지석과 함께 KBS2의 공포 시대극 드라마 《전설의 고향》 "혈귀" 편에 출연하여 여주인공인 연을 연기했으며, 조선 시대의 실학자 정약용을 탐정으로 설정한 OCN의 미니시리즈 추리 사극 《조선추리활극 정약용》에 여주인공이자 정약용을 연기한 박재정의 상대역인 금정골 관아의 소속 다모 설란을 연기하였다. 같은 해에 대한민국의 록 밴드 네메시스의 노래 "슬픈 사랑의 왈츠"의 뮤직비디오에 출연하였다.
이듬 해 2010년에 방영된 장서희, 고주원, 서지석 주연의 SBS 미니시리즈인 《산부인과》에 조연인 분만실 간호사 김영미 역으로 출연하였다. 이후 2011년 3월까지 방영된 tvN의 시트콤 드라마 《원스 어폰 어 타임 인 생초리!》에 삼진증권 영업부 사원이자 후에 해고되어 목가적인 마을 생초리로 내려가게 되는 어설프고 실수투성인 캐릭터 유은주를 연기하였다.
2011년에는 이창훈, 최원영, 오윤아, 강예솔과 함께 SBS 일일드라마 《당신이 잠든 사이》에 남편의 첫 사랑인 여의사가 일으킨 의료 사고로 인해 잉태 중인 쌍둥이를 잃었을 뿐만 아니라 자궁을 적출당하여 여자로서의 삶을 잃고 그 남편 마저 여의사에게 빼앗기는 여주인공인 오신영을 연기했다. 원래 오신영의 역할은 소유진에게 주어졌으나 소유진이 뮤지컬에 전념하기 위해 배역을 포기하여 이영은에게 배역이 돌아갔다. 같은 해에 제19회 대한민국 문화 연예대상 드라마부문 우수연기상을 받았다.

### 2012~
2012년 초에는 SBS의 설날 특집극 《널 기억해》와 TV조선의 설날 특집극 《아버지가 미안하다》에서 각각 주인공인 정은수 역과 경애 역으로 출연하였다. 이후 강혜정, 이규한, 차화연과 함께 tvN의 미니시리즈 《결혼의 꼼수》에 출연하여 하숙집 "김치움"의 장녀인 유선희를 연기하였다. 이후 일본의 만화가 나카조 히사야의 동명의 순정 만화를 원작으로 하는 설리, 민호, 이현우, 김지원이 주연을 맡은 SBS 미니시리즈 《아름다운 그대에게》에 극 중의 학교 지니 남자체육고등학교의 유일한 여교사인 국어교사 이소정 역으로 출연했다. 또 김지운, 임필성 감독의 SF 옴니버스 영화 《인류멸망보고서》에 단역인 아나운서로 출연했다.
2013년 여름에는 백일섭, 선우용녀, 김진우와 함께 JTBC의 일일연속극 《더 이상은 못 참아》에 출연하여 황종갑과 길복자의 늦둥이 막내딸이자 중학교 영어교사인 황선주를 연기하였다. 2014년에는 1980년대와 1990년대에 대한민국을 뒤흔든 화성 연쇄 살인 사건에서 영감을 받은 윤상현, 성동일, 김민정, 이준, 김지원 주연의 tvN의 범죄 금토드라마 《갑동이》에서 이준이 연기한 살인마 류태오에게 희생된 짚공예가 순심 역으로 출연했다. 같은 해에 신한솔 감독의 코미디 영화 《헬머니》에 양PD 역으로 캐스팅되었다.

## 연기 활동

### 드라마
- 2003년 SBS 드라마스페셜 《요조숙녀》 ... 차주미 역
- 2004년 SBS 단막극 《오픈드라마 남과여 - 술집여자》 ... 인희 역
- 2004년 KBS2 수목 미니시리즈 《풀하우스》 ... 양희진 역
- 2005년 SBS 드라마스페셜 《홍콩 익스프레스》 ... 조봉숙 역
- 2005년 MBC 단막극 《MBC 베스트극장 - 달콤한 악녀가 나에게 왔다》 ... 조영지 역
- 2005년 ~ 2006년 KBS2 아침 일일연속극 《걱정하지마》 ... 조은새 역
- 2007년 KBS2 2부작 단막드라마 《심청의 귀환》 ... 심청 역
- 2007년 SBS 드라마 스페셜 《쩐의 전쟁》 ... 금은지 역
- 2007년 SBS 1부작 특집 단막극 《맛있는 이야기》 ... 서빈 역
- 2007년 ~ 2008년 KBS1 저녁 일일연속극 《미우나 고우나》 ... 황지영 역
- 2008년 SBS 드라마스페셜 《온에어》 ... 이영은 역 《1회 / 시상식 레드카펫 장면 (자료화면)》 (특별출연)
- 2008년 KBS2 납량특집 8부작 미니시리즈 《전설의 고향 2008 - 오구도령》 ... 여림 / 채옥 역
- 2008년 SBS 드라마스페셜 《스타의 연인》 ... 여대생 역 (특별출연)
- 2009년 KBS2 납량특집 10부작 월화 미니시리즈 《전설의 고향 2009 - 혈귀》 ... 연 역
- 2009년 OCN 8부작 금요 미니시리즈 《조선추리활극 정약용》 ... 설란 역
- 2010년 SBS 수목 미니시리즈 《산부인과》 ... 김영미 역
- 2011년 SBS 저녁 일일연속극 《당신이 잠든 사이》 ... 오신영 역
- 2012년 SBS 2부작 금요 미니시리즈 《널 기억해》 ... 정은수 역
- 2012년 TV조선 3부작 월요 미니시리즈 《아버지가 미안하다》 ... 경애 역
- 2012년 tvN 월화 미니시리즈 《결혼의 꼼수》 ... 유선희 역
- 2012년 SBS 드라마 스페셜 《아름다운 그대에게》 ... 이소정 역
- 2013년 JTBC 저녁 일일연속극 《더 이상은 못 참아》 ... 황선주 역
- 2014년 tvN 금토 미니시리즈 《갑동이》 ... 이순심 역 (특별출연)
- 2014년 tvN 월화 미니시리즈 《마이 시크릿 호텔》 ... 여은주 역
- 2014년 ~ 2015년 SBS 월화 미니시리즈 《펀치》 ... 박현선 역
- 2016년 ~ 2017년 KBS1 저녁 일일연속극 《빛나라 은수》 ... 오은수 역
- 2018년 SBS 월화 미니시리즈 《서른이지만 열일곱입니다》 ... 노란 하이힐 역 (특별출연)
- 2019년 KBS1 저녁 일일연속극 《여름아 부탁해》 ... 왕금희 역
- 2022년 MBC 저녁 일일연속극 《비밀의 집》 ... 백주홍 역
- 2024년 KBS2 주말드라마 《미녀와 순정남》... 고명동 역

### 시트콤
- 2003년 ~ 2004년 MBC 저녁 일일시트콤 《논스톱 4》 ... 이영은 역
- 2005년 MBC 저녁 일일시트콤 《논스톱 5 - 너의 목소리가 들려》 ... 이영은 역 (111회 특별출연)
- 2010년 ~ 2011년 tvN 금요 농촌 시트콤 《원스 어폰 어 타임 인 생초리》 ... 유은주 역

### 영화
| 연도 | 제목               | 역할                        | 비고 |
| ---- | ------------------ | --------------------------- | ---- |
| 2004 | 그녀를 믿지 마세요 | 최수미                      |      |
| 2007 | 바르게 살자        | 전다혜                      |      |
| 2008 | 여름, 속삭임       | 영조                        |      |
| 2009 | 구세주 2           | 이은지                      |      |
| 2012 | 인류멸망보고서     | segment 해피버스데이 - 앵커 |      |
| 2015 | 헬머니             | 양PD                        |      |

### 뮤직 비디오
| 연도 | 제목               | 가수     | 비고 |
| ---- | ------------------ | -------- | ---- |
| 2004 | Destiny            | Sol      |      |
| 2007 | 감사               | 김동률   |      |
| 2007 | 사랑했었는데       | 성아     |      |
| 2008 | 사랑은 되는 거라며 | 성제     |      |
| 2009 | 슬픈 사랑의 왈츠   | 네미시스 |      |
| 2012 | 충분히 예뻐        | 버벌진트 |      |
| 2017 | 이 기분이 뭘까     | 강현준   |      |

### 광고
| 연도   | 광고 내용                                                |
| ------ | -------------------------------------------------------- |
| 2002년 | 코카콜라                                                 |
| 2004년 | 데미소다, 쵸코하임 & 화이트하임, 미스터피자              |
| 2005년 | 썬업뷰티콜라겐                                           |
| 2006년 | 행텐, 원할머니보쌈                                       |
| 2007년 | 우유소비촉진 캠페인                                      |
| 2011년 | LIG 손해보험 (희망플러스자녀 보험, 100세행복플러스 보험) |

## 예능
- 2022년 MBC 《심야괴담회》 - 56회

## 음반

### 참여
- 2009년 《구세주 2 OST》
  - 〈아름다운 구속 (이영은 Ver.)〉 - 이영은
  - 〈웃어도 눈물이... (Narr. 이영은)〉 - 류주환

## 홍보대사
- 2010년 NGO 굿피플 홍보대사
- 2011년 제5회 공주 신상옥 청년국제영화제 홍보대사

## 수상 및 후보
| 연도 | 시상식                       | 부문                            | 작품             | 결과 |
| ---- | ---------------------------- | ------------------------------- | ---------------- | ---- |
| 2007 | SBS 연기대상                 | 뉴스타상                        | 쩐의 전쟁        | 수상 |
| 2009 | 제46회 대종상                | 신인여우상                      | 여름, 속삭임     | 후보 |
| 2011 | 제19회 대한민국 문화연예대상 | 드라마부문 여자 우수연기상      | 당신이 잠든 사이 | 수상 |
| 2011 | SBS 연기대상                 | 주말·연속극부문 여자 우수연기상 | 당신이 잠든 사이 | 후보 |
| 2017 | KBS 연기대상                 | 일일극부문 여자 우수상          | 빛나라 은수      | 후보 |
| 2019 | KBS 연기대상                 | 일일극부문 여자 우수상          | 여름아 부탁해    | 수상 |

## 학력
- 서울세륜초등학교 (졸업)
- 오륜중학교 (졸업)
- 계원예술고등학교 연극영화과 (졸업)
- 동덕여자대학교 방송연예학과 학사 (졸업)

## 가족 관계
- 배우자 : 고정호
  - 딸 : 고서연 (2015년~)